# Saison 2025 de l'équipe cycliste UAE Team ADQ
La saison 2025 de l'équipe cycliste UAE Team ADQ est la quinzième de la formation.

## Préparation de la saison

### Arrivées et départs
L'équipe enregistre notamment le départ de sprinteuse, championne olympique sur le Madison, Chiara Consonni. L'italienne qui avait remporté 4 victoires en 2024 avec UAE Team ADQ rejoint CANYON//SRAM zondacrypto pour 2025.
Au niveau des recrues, l'effectif s'étoffe avec l'arrivée de 3 coureuses complètes en provenance de Lidl-Trek : Elisa Longo Borghini, Brodie Chapman et Elynor Bäckstedt.
| Arrivées             | Équipe 2024           |
| -------------------- | --------------------- |
| Elynor Bäckstedt     | Lidl-Trek             |
| Brodie Chapman       | Lidl-Trek             |
| Elisa Longo Borghini | Lidl-Trek             |
| Greta Marturano      | Fenix-Deceuninck      |
| Maëva Squiban        | Arkéa-B&B Hotels      |
| Sofie van Rooijen    | VolkerWessels Women's |

| Départs             | Équipe 2024             |
| ------------------- | ----------------------- |
| Eugenia Bujak       | Cofidis                 |
| Anastasia Carbonari |                         |
| Chiara Consonni     | Canyon//SRAM Generation |
| Mikayla Harvey      | SD Worx-Protime         |
| Karolina Kumiega    |                         |

### Effectifs
| Effectif 2025                | Effectif 2025     | Effectif 2025       | Effectif 2025                     |
| Cycliste                     | Date de naissance | Pays                | Équipe précédente                 |
| ---------------------------- | ----------------- | ------------------- | --------------------------------- |
| Safia Al Sayegh              | 23 septembre 2001 | Émirats arabes unis |                                   |
| Alena Amialiusik             | 6 février 1989    | Biélorussie         | Canyon-SRAM Racing (2022)         |
| Elynor Bäckstedt             | 6 décembre 2001   | Royaume-Uni         | Lidl-Trek (2024)                  |
| Sofia Bertizzolo             | 21 août 1997      | Italie              | Liv Racing (2021)                 |
| Brodie Chapman               | 9 avril 1991      | Australie           | Lidl-Trek (2024)                  |
| Eleonora Gasparrini          | 25 mars 2002      | Italie              | Valcar-Travel & Service (2022)    |
| Lara Gillespie               | 21 avril 2001     | Irlande             | UAE Development Team (2024)       |
| Elizabeth Holden             | 12 septembre 1997 | Royaume-Uni         | Le Col-Wahoo (2022)               |
| Alena Ivanchenko             | 16 novembre 2003  | Russie              |                                   |
| Elisa Longo Borghini         | 10 décembre 1991  | Italie              | Lidl-Trek (2024)                  |
| Erica Magnaldi               | 24 août 1992      | Italie              | Ceratizit-WNT Pro Cycling (2021)  |
| Greta Marturano              | 14 juin 1998      | Italie              | Fenix-Deceuninck (2024)           |
| Tereza Neumanová             | 9 août 1998       | Tchéquie            | Liv Racing TeqFind (2023)         |
| Silvia Persico               | 25 juillet 1997   | Italie              | Valcar-Travel & Service (2022)    |
| Maëva Squiban                | 19 mars 2002      | France              | Arkéa-B&B Hotels Women (2024)     |
| Karlijn Swinkels             | 28 octobre 1998   | Pays-Bas            | Team Jumbo-Visma (2023)           |
| Sofie van Rooijen            | 13 juillet 2002   | Pays-Bas            | VolkerWessels (2024)              |
| Dominika Włodarczyk          | 27 janvier 2001   | Pologne             | MAT Atom Deweloper Wrocław (2023) |
| Paula Blasi (16 mai–31 déc.) | 19 février 2003   | Espagne             | Massi Baix Ter (2024)             |
|                              |                   |                     |                                   |
| Source : ProCyclingStats     |                   |                     |                                   |

## Déroulement de la saison

### Janvier - février
Pour la première course de la saison, et sa première sous ses nouvelles couleurs, Brodie Chapman s'assure le titre de championne d'Australie du contre-la-montre dès le 9 janvier.

## Victoires

### Sur route
| Victoires | Victoires                                               | Victoires           | Victoires | Victoires            | Victoires |
| Date      | Course                                                  | Pays                | Classe    | Vainqueur            |           |
| --------- | ------------------------------------------------------- | ------------------- | --------- | -------------------- | --------- |
| 9 janv.   | Championnat d'Australie du contre-la-montre             | Australie           | CN        | Brodie Chapman       |           |
| 8 fév.    | 3e étape du Tour des Émirats arabes unis                | Émirats arabes unis | 2.WWT     | Elisa Longo Borghini |           |
| 9 fév.    | Classement général, Tour des Émirats arabes unis        | Émirats arabes unis | 2.WWT     | Elisa Longo Borghini |           |
| 6 mars    | 1reb étape du Tour d'Estrémadure                        | Espagne             | 2.1       | Greta Marturano      |           |
| 9 mars    | Trofeo Oro in Euro                                      | Italie              | 1.1       | Karlijn Swinkels     |           |
| 2 avr.    | À travers les Flandres                                  | Belgique            | 1.Pro     | Elisa Longo Borghini |           |
| 12 avr.   | Championnat des Émirats arabes unis du contre-la-montre | Émirats arabes unis | CN        | Safia Al Sayegh      |           |
| 18 avr.   | Flèche brabançonne                                      | Belgique            | 1.Pro     | Elisa Longo Borghini |           |
| 19 avr.   | Championnat des Émirats arabes unis sur route           | Émirats arabes unis | CN        | Safia Al Sayegh      |           |
| 20 avr.   | Grand Prix de Chambéry                                  | France              | 1.1       | Erica Magnaldi       |           |
| 25 avr.   | GP Liberazione                                          | Italie              | 1.1       | Paula Blasi          |           |
| 8 mai     | Pointe du Raz Ladies Classic                            | France              | 1.1       | Paula Blasi          |           |
| 10 mai    | Grand Prix de Plumelec-Morbihan                         | France              | 1.1       | Eleonora Gasparrini  |           |
| 15 juin   | 3e étape du Tour Féminin International des Pyrénées     | France              | 2.1       | Brodie Chapman       |           |
| 28 juin   | Championnat d'Italie sur route                          | Italie              | CN        | Elisa Longo Borghini |           |

### Résultats sur les courses majeures

#### Grands tours
| Grand tour            | Tour d'Espagne | Tour d'Italie | Tour de France |
| --------------------- | --- | --- | -------------- |
| Coureuse (classement) | - Erica Magnaldi (23e) - Lara Gillespie (70e) - Elizabeth Holden (AB-5) - Alena Ivanchenko (47e) - Greta Marturano (NP-4) - Maëva Squiban (61e) | - Elisa Longo Borghini (1re) - Alena Amialiusik (AB-8) - Brodie Chapman (43e) - Eleonora Gasparrini (50e) - Erica Magnaldi (24e) - Greta Marturano (AB-2) - Silvia Persico (28e) |                |
| Accessits             | - | - 2e du classement par points (Longo Borghini) - 5e du classement de la montagne (Longo Borghini) - 4e du classement par équipes                                                 |                |

## Classement mondial
| Classement UCI | Classement UCI | Classement UCI | Classement UCI |
| Coureur        | Coureur        | Pays           | Points         |
| -------------- | -------------- | -------------- | -------------- |